# Фегет (жаргон)
Фегет (енгл. faggot, прев. педер), често скраћен на фег (енгл. fag, прев. пешко), јесте обично пејоративни израз који се користи за геј мушкарце.  У америчкој омладинској култури на прелазу у 21. век, њено значење се проширило као увреда ширег опсега више везана за мушкост и групну структуру моћи.
Употреба термина faggot проширила се из Сједињених Држава у различитим размерама другде у свету енглеског говорног подручја (посебно у Великој Британији) кроз поп културу, укључујући филм, музику и интернет.

## Етимологија и употреба
Амерички жаргонски израз је први пут забележен 1914. године, скраћени облик фаг убрзо након тога, 1921.  Његово непосредно порекло је нејасно, али се заснива на речи за „сноп штапова“, која је на крају изведена, преко старофранцуског, италијанског и вулгарног латинског, од латинског фашис .  
Реч фагот се користи у енглеском од касног 16. века као увредљив израз за жене, посебно за старице и упућивање на хомосексуалност може произаћи из овога, пошто се женски термини често користе са референцама хомосексуалним или женственим мушкарцима (ненси, сиси, квин). Примена термина на старице је вероватно скраћење израза „фагот-сакупљач“, који се у 19. веку примењивао на људе, посебно на старије удовице, које су оскудно зарађивале скупљањем и продајом огрева. Такође може произаћи из значења „нечег незгодног за носити“ (упоредите употребу речи пртљаг као пежоративног израза за старе људе уопште).
Алтернативна могућност је да је реч повезана са праксом фаговања у британским државним школама, у којима су млађи дечаци обављали (потенцијално сексуалне) дужности за старије дечаке, иако реч фагот никада није коришћена у овом контексту, већ само фаг. Постоји референца на реч фагот која се користила у Британији у 17. веку да се односи на „човека ангажованог у војној служби само да би попунио чинове“, али не постоји позната веза са модерном употребом речи.
Реч на јидишу фајгеле, (прев. „мала птица”), неки тврде да је повезана са америчком употребом. Сличност између ове две речи отвара могућност да је барем могла имати појачавајући ефекат.
Постоји урбана легенда, названа „често прештампана тврдња“ Дагласа Харпера, да се модерно значење сленга развило из стандардног значења фагота као „снопа штапова за спаљивање“ у погледу спаљивања на ломачи. Ово није поткрепљено; појава сленга у америчком енглеском 20. века није повезана са историјским смртним казнама за хомосексуалност. 
Неки ЛГБТ+ људи су поново прихватили овај термин као неутралан или позитиван израз за самоописивање.  

## Употреба у Уједињеном Краљевству
Првобитно ограничена на Сједињене Државе, употреба речи фагот и фаг као епитета за геј мушкарце проширила се и другде у свету енглеског говорног подручја, али је степен до којег се оне користе у овом смислу варирао ван контекста увезена америчка популарна култура. У Великој Британији и неким другим земљама, речи квир, хомо и пуф су много чешће као пежоративни изрази за геј мушкарце. Реч фагот у Великој Британији се такође односи на неку врсту ћуфте. У британском енглеском, фаг је уобичајен сленг за цигарету, понекад се користи и за описивање досадног задатка.
Изрази фаг / фаговање се нашироко користе за праксу да млађи ђаци делују као лични слуге старијим дечацима више од сто година у Енглеској, у систему јавног школског образовања.
Употреба фагота и фаг као израза за женственог мушкарца постала је схваћена као американизам у британском енглеском, првенствено због употребе забавних медија у филмовима и телевизијским серијама увезеним из Сједињених Држава. Када је лабуристички посланик Боб Маршал-Ендруз у новембру 2005. године чуо како наводно користи ту реч у нерасположеној неформалној размени са стрејт колегом у лобију Доњег дома, то се сматрало хомофобичним злостављањем. 

## Рана штампана употреба
Реч фагот у погледу хомосексуализма коришћена је још 1914. године, у Џексоновом и Хелијеровом A Vocabulary of Criminal Slang, with Some Examples of Common Usages (прев. Речник криминалног сленга, са неким примерима уобичајених употреба) у којима је наведен следећи пример испод речи драг: 
„Сви фаготи ће вечерас бити обучени у драг на балу.”
Реч фагот је коришћена 1923. године у књизи The Hobo: The Sociology of the Homeless Man (прев. Клошар: Социологија бескућника) Нелса Андерсона:
„Виле или фаготи су мушкарци или дечаци који искоришћавају секс за профит.”
Реч је такође користио лик у роману Клода Мекеја из 1928. Home to Harlem (прев. Дом Харлема), што указује да је коришћена током ренесансе Харлема. Конкретно, један лик каже да не може да разуме:
„Дајк жена и фаготски човек”

## Употреба од стране младих
Кроз етнографско истраживање у средњошколском окружењу, Чери Џо Паско је испитала како су амерички средњошколци користили термин фагот током раних 2000-их. Паскоов рад, који је кулминирао у књизи из 2007. под насловом Dude, You're a Fag: Masculinity and Sexuality in High School (прев. Човјече, ти си фагот: маскулинитет и сексуалност у средњој школи), сугерише да су ови дечаци користили епитет фагот као начин да потврде сопствену мушкост, тврдећи да је други дечак мање мужеван; ово га, у њиховим очима, чини фагота, а његова употреба сугерише да се мање ради о сексуалној оријентацији, а више о роду. Једна трећина дечака у Пасков студији тврдила је да хомосексуалног вршњака не би назвали фаготом, што је навело Паско да тврди да се фагот у овом окружењу користи као облик родне полиције, у којем дечаци исмевају друге који не успевају у мушкости, хетеросексуалном, или снага. Пошто дечаци не желе да буду означени као фаготи, они вређају другу особу. Паско сматра да фаготски идентитет не представља статички идентитет везан за дечака који је примио увреду. Уместо тога, фагот је флуидан идентитет који дечаци настоје да избегну, често тако што другог називају фаготом. Како Паско тврди, „[идентитет фагота] је довољно флуидан да дечаци контролишу своје понашање из страха да ће идентитет фагота бити трајно задржан и довољно дефинитиван тако да дечаци препознају фаготско понашање и настоје да га избегну“.

## Употреба у популарној култури
Постоји дуга историја коришћења и фагота и фага у популарној култури, обично у вези са геј и бисексуалним мушкарцима. Документарни филм Роба Епштајна и Џефрија Фридмана из 1995.  The Celluloid Closet, заснован на истоименој књизи Вита Руса, примећује употребу фаг и фагот кроз историју холивудског филма. Кампања „ Think Before You Speak” (прев. Размисли пре него што проговориш) настојала је да спречи да се фаг и фагот користе као опште увреде.

### Позориште
Године 1973. критичари су похвалили бродвејски мјузикл под називом Faggot, али су га заговорници ослобођења хомосексуалаца осудили.

### Књиге и часописи
Роман Faggots Ларија Крамера из 1978. говори о геј заједници укључујући употребу те речи унутар и према заједници. Опис романа Памеле Мур из 1956. Чоколаде за доручак у водичу за културу Варнер Књига из 1982. The Catalog of Cool гласи: „Њена петнаестогодишња хероина прво се баци на фаготског глумца у Холивуду, а онда то учини са прљаво богатим италијански грофом."
У издању за новембар 2002, New Oxford Review, католички часопис, изазвао је контроверзу употребом и одбраном те речи у уводнику. Током преписке између уредника и геј читаоца, уредници су појаснили да ће ту реч користити само да описују „хомосексуалца који практикује”. Они су бранили употребу те речи, рекавши да је важно сачувати друштвену стигму гејева и лезбијки.

### Музика
Арло Гатри користи епитет у својој препознатљивој песми из 1967. „Alice's Restaurant“, напомињући да је то потенцијални начин да се избегне војна индукција у то време (Гутри је уклонио реч из живих извођења песме у 21. веку).
Фил Окс користи епитет у својој песми из 1969. „I Kill Therefore I Am" (прев. Убијам, дакле постојим). У песми, која је написана из угла омраженог полицајца, он увредом описује студенте активисте који су протестовали због рата у Вијетнаму.
Песма Dire Straits-а из 1985. „Money for Nothing“ значајно користи епитет фагот, иако су стихови који га садрже често изрезани за радио представу и у живим наступима певача/тектописца Марка Нофлера. Канадски савет за стандарде емитовања забранио је емитовање песме 2011. године, али је забрана поништена касније исте године.
Године 1989. Себастијан Бах, певач групе Skid Row, направио је контроверзу када је носио мајицу са пародијским слоганом „АИДС: Убија фаготе на мртво“.
Песма „American Triangle” из 2001. Елтона Џона и Бернија Топина користи фразу Бог мрзи фаготе одакле ми долазимо. Песма говори о Метјуу Шепарду, човеку из Вајоминга који је убијен зато што је био геј.
Песма из 2007. „The Bible Says“ (прев. Библија каже), која укључује стих „God Hates Fags“ (прев. Бог мрзи педере), који се понекад користи као алтернативни наслов) изазвала је знатну контроверзу када је објављена на различитим веб-сајтовима. Очигледно анти-геј песма коју је написао и извео бивши геј пастор „Дони Дејвис“, пратила је веб страница Love God's Way (прев. Воли пут Бога) о његовој „служби“. Почела је дебата о томе да ли су Дони Дејвис и нечувена песма, која је укључивала неколико двосмислених речи, стварни, и да ли се стихови икада могу сматрати прихватљивим чак и у сатири. Дони Дејвис је откривен 2007. године као лик који игра глумац. Неки заговорници права хомосексуалаца признају да је то као лажна шала, али тврде да је порука која стоји иза тога и даље злонамерна зато што долази од некога ко је озбиљно поседовао такво мишљење.
У децембру 2007, Би-Би-Си Радио 1 изазвао је контроверзу тако што је исекао реч фагот из својих емитовања песме Кирсти Макол и The Pogues „Fairytale of New York”, сматрајући је потенцијално хомофобичном; међутим, сечење се није проширило на друге Би-Би-Си станице, као што је Би-Би-Си Радио 2. Након широко распрострањених критика и притиска слушалаца, одлука је поништена и оригинална неедитована верзија песме је враћена, уз појашњење Ендија Парфита, контролора станице, да у контексту песме текст нема „негативну намеру“.
У својој песми из 2013. године „Пегла”, Марчело прича о томе тако се у млађим генерацијама рађа насиље, те како младић убија човека зато што је фегет, да би схватио да га је тај човек спасио седам година пре.
Пети Грифин користи реч фагот у својој песми „Tony” о њеном другару из средње школе који је извршио самоубиство.
Мекаферти користи реч фагот у песми „Trees” о борбама певача Ника Харткопа да се помири са својом сексуалношћу.
Еминем је користио ту реч у бројним делима, као што је „Rap God”, заједно сатекстом који садржи термин који је уклоњен из песме „Fall”.  
Меклмор је 2012. године употребио реч фагот у песми „Same Love” у вези са употребом хомофобичног вређања у сајбер малтретирању.

### Телевизија
У новембру 2009. године, епизода у Саут Парку „The F Word“ бавила се прекомерном употребом речи фагот. Момци том речју вређају групу бајкера, говорећи да су њихови гласни мотоцикли свима покварили слободно време. Званичници из речника, укључујући Емануела Луиса, присуствују граду и слажу се да значење речи више не би требало да вређа хомосексуалце, већ да се користи за описивање гласних возача мотоцикала који другима уништавају лепа времена.  Епизода је сатира о табуу употребе термина, јер је у супротности са политичком коректношћу .  